# أحمد الأديب البيشاوري
السيّد أحمد بن شهاب الدين الرضوي البيشاوري اشتهر بـالأديب البيشاوري (1844 - 30 يونيو 1930) أديب وفيلسوف إيراني من أصل أفغاني - هندي.

## حياته
هو أحمد بن شهاب الدين بن عبد الرزاق رضوي هندي، ولد عام 1844م/ 1260هـ في بيشاور من مدن الحدودية الهند البريطانية - الدولة البركزاية في تلك الحقبة وإقليم خيبر بختونخوا باكستانية حاليا. تنتمي لعائلة هاشمية الذين شاركوا في الحرب الإنجليزية الأفغانية الثانية وقتل بعضهم. ثم، سافر لاجئا إلى أفغانستان ودرس في كابول ثم غزنين. 

هاجر إلى إيران وواصل تعليمه في مشهد. و في عام 1870 بدأ تعليمه الفلسفي عند هادي السبزواري في سبزوار. وبعد الوفاة السبزواري في 1873، التحق بإبنه محمد السبزواري وأخذ عنه. 

اشتغل بالتدريس في مشهد، هاجر إلى طهران في 1882 وبقي هناك حتى الوفاته في 3 صفر 1349/ 30 يونيو 1930 ودفن في شاه عبد العظيم.

## آثاره
من آثاره ترجمة كتاب «الإشارات» لأبي علي بن سينا إلى الفارسية و منظومة بعنوان «قيصر نامه» ، كما نظم الشعر بالعربية والفارسية، له ديوان يشتمل على 4200 بيت بالفارسية و370 بيتًا بالعربي. 